# Deudorix fortis
Deudorix fortis är en fjärilsart som beskrevs av Jordan 1930. Deudorix fortis ingår i släktet Deudorix och familjen juvelvingar. Inga underarter finns listade i Catalogue of Life.